# Christmas in Love
Christmas in Love è un film del 2004, diretto da Neri Parenti. Fa parte della fortunata serie natalizia di commedie leggere interpretate dalla coppia Massimo Boldi-Christian De Sica. Il film, in quell'anno, è stato un successo ai botteghini, incassando € 17 441 993. Il film ha ricevuto una nomination ai David di Donatello nel 2005 e una ai Golden Globe nel 2006.
È stato il penultimo film della coppia Christian De Sica e Massimo Boldi prima della momentanea separazione.

## Trama
Fabrizio Barbetti e Lisa Pinzoni sono due chirurghi plastici che erano marito e moglie e sin da prima che divorziassero non fanno che litigare: una discussione avviene anche negli studi di Sky durante una trasmissione di medicina. In vacanza a Gstaad con i rispettivi nuovi coniugi, la psicologa Angela e l’avvocato Gabriele, i due divorziati prima si scontrano duramente e poi si reinnamorano l'uno dell'altra in seguito ad un incontro ravvicinato sulla neve e ad un seguente rapporto sessuale in una stalla. I due però non vogliono far soffrire i rispettivi partner lasciandoli e così fanno di tutto per farli innamorare tra di loro: di conseguenza, Fabrizio non fa altro che decantare le qualità della moglie Angela davanti a Gabriele e viceversa fa Lisa. Entrambi ignorano, però, che Angela e Gabriele sono già amanti da un anno e hanno organizzato apposta una vacanza nello stesso posto per tentare di farli reinnamorare, cercando inoltre di ottenere molti soldi dai divorzi che ne seguirebbero e soprattutto di levarsi i due di torno poiché non li sopportano più.
Guido Baldi è un pilota di Gran Turismo ultracinquantenne che decide di lasciare la moglie Loredana per intrecciare una relazione con Sofia, una bellissima ragazza siberiana (precedentemente incontrata da Guido durante la premiazione di una gara) che ha la stessa età di sua figlia Monica. Guido e Sofia vanno in vacanza a Gstaad, ma lì incontrano Monica: la ragazza è desiderosa di presentare al padre il suo nuovo fidanzato, Brad La Guardia. Brad ha la stessa età di Guido e i due non riescono a legare per la diffidenza di età proprio di quest'ultimo: in realtà Brad è un attore pagato da Monica per convincere il padre a tornare con la madre, ma quando Guido scopre il piano della figlia va su tutte le furie. Nel frattempo, però, Sofia, offesa dalle critiche di Guido alla relazione spericolata di Monica e dubbiosa sulla loro stessa relazione, decide di andarsene: l'uomo, che finalmente capisce l'errore che ha commesso, torna a casa dalla consorte.
Concetta La Rosa (detta Concy) è una donna prequarantenne di Mazara del Vallo, ancora nubile. Lavora in un tonnificio e il suo svago più importante è la visione quotidiana di Beautiful: adora infatti Ronn Moss, l'interprete di Ridge. Quando vince il concorso Passa il Natale con Ridge realizza il sogno della sua vita. A Gstaad, però, lui non fa altro che respingere le attenzioni di Concy, allontanandola il più possibile. Mentre i due sono in uno chalet, però, Ronn cade a terra e perde la memoria: Concy allora ne approfitta per fargli credere di essere sua moglie e che la loro vita assieme era stata finora felicissima, riuscendo così a coronare il sogno di passare una notte d'amore con Ronn. Concy vuole addirittura presentarlo alle sue amiche: mentre sono in volo per Mazara del Vallo Ronn riacquista la memoria ma, commosso dalle parole della donna, accetta di spacciarsi come il suo fidanzato, per poi tornare subito dopo negli Stati Uniti dalla sua promessa sposa Victoria.
Il film ha addirittura tre finali: uno troppo romantico, in cui Guido e Fabrizio riescono a ricongiungersi alle proprie amate Loredana e Lisa; uno troppo triste in cui Fabrizio finisce col litigare con Lisa come ai vecchi tempi e Guido trova la moglie a letto con un altro; uno esplosivo, in cui Fabrizio, dopo aver sempre litigato con Lisa, si ritrova con Guido e Brad tutti e tre sulla stessa macchina e arrivano a sbattere in un cantiere di fuochi d'artificio, azionandoli dopo aver acceso un accendino. Questo finale richiama quello di Natale sul Nilo, dove i protagonisti Boldi e De Sica si schiantarono su un muro.

## Produzione
Le riprese sono iniziate il 25 agosto 2004 e sono terminate il 25 ottobre dello stesso anno.

## Cast
- Massimo Boldi e Cristiana Capotondi interpretano per la seconda volta padre e figlia, dopo Vacanze di Natale '95.

## Scene inedite
In occasione dell'uscita in DVD (edizione a 2 dischi), vennero mostrate al pubblico diverse scene girate ma non inserite nel montaggio finale:
- Episodio De Sica-Ferilli: i due accompagnano alla macchina i loro consorti e si tengono per mano di nascosto.
- Episodio Boldi-De Vito-Capotondi: Boldi firma a De Vito due assegni ma quest'ultimo ne nasconde uno, poi la Capotondi se lo fa restituire; dopo aver litigato con la Capotondi, Boldi dà una seconda gomitata a De Vito e poi prende il Viagra, rientra in casa, legge la lettera della sua amante, infine si siede su un tavolo che però viene sollevato dal suo pene in erezione.
- Episodio Barbera-Moss: inizialmente il concorso "passa il Natale con Ridge" è una truffa in quanto si trattava di fare una foto con una controfigura e poi montarci la foto di Ron Moss, Concy si infuria e poi la scena si sposta su Ronn Moss che - mentre sta sciando - viene raggiunto da Valerio Staffelli che gli consegna il Tapiro d'Oro per la truffa; l'attore chiama il suo agente e va a Gstaad a incontrare Concy ma l'incontro è più lungo rispetto alla versione definitiva; dopo che lei lo ha abbracciato dicendogli "Sono tante puntate che ti sogno in tutte le misure!" lui si scusa con lei, poi la prende sottobraccio e dice "Cos'è questa puzza di pesce?"; inoltre v'era una scena in cui la fidanzata di Moss, dopo esser stata mandata via dalla camera del partner dalla Barbera, lo richiama infuriata.

## Distribuzione e incassi
Il film, uscito il 17 dicembre 2004, è stato non solo il più visto delle vacanze di Natale, ma anche uno dei più visti dell'intero anno. La pellicola è stato un successo al botteghino e ha incassato € 17 441 993.

## Riconoscimenti
- David di Donatello 2005
  - migliore canzone originale[2][3][4] (Christmas in love, scritta da Marva Jan Marrow e Tony Renis)